# CNN Carteira Inteligente
CNN Carteira Inteligente foi um programa da CNN Brasil, apresentado por Fernando Nakagawa, diretor do CNN Brasil Business, que recebe especialistas para esclarecer dúvidas sobre finanças, educação financeira e o que mais mexe com o seu bolso.
O programa foi apresentado pelo diretor da CNN Brasil Business, Fernando Nakagawa. Geralmente passa sábado das 23h até meia-noite, e ainda tem o reprise nas 1h, 4h e 19h nos Domingos.